# Saison 2008 de la Ligue canadienne de football
Navigation
2007 2009
2008 est la 51e saison de la Ligue canadienne de football et la 123e saison depuis la fondation de la Canadian Rugby Football Union en 1884.

## Événements
Le 25 mars, la LCF accorde une franchise conditionnelle pour une équipe à Ottawa, à un groupe dirigé par l'homme d'affaires Jeff Hunt. La nouvelle équipe commencerait à jouer en 2010. Une des conditions est que le groupe s'entende avec la ville d'Ottawa pour utiliser le stade Frank-Clair.
Pour la première fois, en 2008, tous les matchs télévisés de la LCF l'ont été par des stations de télévision par câble, soit TSN en anglais et RDS en français. La CBC ne diffuse aucun match pour la première fois depuis 1952.

## Classements
| Clt   | Équipe                   | PJ | V  | D  | N | BP  | BC  | Pts |
| ----- | ------------------------ | -- | -- | -- | - | --- | --- | --- |
| +001, | Alouettes de Montréal    | 18 | 11 | 7  | 0 | 610 | 443 | 22  |
| +002, | Blue Bombers de Winnipeg | 18 | 8  | 10 | 0 | 435 | 490 | 16  |
| +003, | Argonauts de Toronto     | 18 | 4  | 14 | 0 | 397 | 627 | 8   |
| +004, | Tiger-Cats de Hamilton   | 18 | 3  | 15 | 0 | 441 | 593 | 6   |

| Clt   | Équipe                           | PJ | V  | D | N | BP  | BC  | Pts |
| ----- | -------------------------------- | -- | -- | - | - | --- | --- | --- |
| +001, | Stampeders de Calgary            | 18 | 13 | 5 | 0 | 595 | 420 | 26  |
| +002, | Roughriders de la Saskatchewan   | 18 | 12 | 6 | 0 | 500 | 471 | 24  |
| +003, | Lions de la Colombie-Britannique | 18 | 11 | 7 | 0 | 559 | 479 | 22  |
| +004, | Eskimos d'Edmonton               | 18 | 10 | 8 | 0 | 512 | 526 | 20  |

## Séries éliminatoires

### Demi-finale de la division Ouest
- 8 novembre : Lions de la Colombie-Britannique 33 - Roughriders de la Saskatchewan 12

### Finale de la division Ouest
- 15 novembre : Lions de la Colombie-Britannique 18 - Stampeders de Calgary 22

### Demi-finale de la division Est
- 8 novembre : Eskimos d'Edmonton 29 - Blue Bombers de Winnipeg 21

### Finale de la division Est
- 15 novembre : Eskimos d'Edmonton 26 - Alouettes de Montréal 36

### 96ecoupe Grey
- 23 novembre : Les Stampeders de Calgary gagnent 23-19 contre les Alouettes de Montréal au Stade olympique à Montréal (Québec).

## Honneurs individuels
- Joueur par excellence : Anthony Calvillo (QA), Alouettes de Montréal
- Joueur défensif par excellence : Cameron Wake (AD), Lions de la Colombie-Britannique
- Joueur de ligne offensive par excellence : Scott Flory (LO), Alouettes de Montréal
- Joueur canadien par excellence : Kamau Peterson (en) (RÉ), Eskimos d'Edmonton
- Recrue par excellence : Weston Dressler (en) (DO), Roughriders de la Saskatchewan
- Joueur des unités spéciales par excellence :  Dominique Dorsey (en) (SRB), Argonauts de Toronto